# Jutlandia (dokumentarfilm)
|  | Denne artikel er oprettet af botten Steenthbot ud fra en ekstern database. Den kan derfor have sproglige fejl eller mangler. Denne skabelon kan fjernes efter kontrol af indholdet. |

 Denne artikel omhandler en dokumentarfilm. Opslagsordet har også en anden betydning, se Jutlandia (flertydig).
Jutlandia er en dansk udviklingsbistandsfilm fra 1953.

## Handling
Rulle 1:
- 00:02:00 "Jutlandia til søs".
- 00:02:28 En nordafrikansk havneby besøges. Måske i Etiopien.
- 00:05:00 Kommandør Hammerich ses sammen med lokal embedsmand. Orkester spiller. Jernbanestation. Stor parade. Blomster til soldater, der tilsyneladende vender sårede hjem fra krigen i Korea.
- 00:07:24 Kejser Haile Selassie ankommer til parade, hvor han holder en tale.
- 00:09:27 Klip fra dagligliv i Etiopien. Byggeri. Scener fra en flod hvor tøj vaskes. Kvæg drives gennem gade. Bønder på landet. 00:14:30 Besøg på børnehospital (?).
- 00:14:53 Lufthavn, tilsyneladende i Egypten. Kairo. Ruiner. Pyramider besøges. Turistagtige optagelser. Her ses ingen Røde kors-folk. Slut ved 00:18:20